# François Bouffier
François Bouffier (1844 – 1881) là hạ sĩ người Pháp ở thế kỷ 19, trung sĩ thuộc Tiểu đoàn 8 Bộ binh Lục quân Pháp. Ông là thành viên của phái bộ quân sự Pháp đầu tiên đến Nhật Bản vào năm 1867, đi cùng với Jules Brunet. Ông phụ trách việc huấn luyện bộ binh cho quân đội của Tướng quân Yoshinobu.
Từ sau khi chiến tranh Boshin bùng nổ và tuyên bố đứng trung lập của các cường quốc phương Tây, Bouffier quyết định từ chức khỏi quân đội Pháp và tiếp tục đứng về phía Mạc phủ Tokugawa tham chiến chống lại quan quân phe triều đình.
Ông từng tham gia trận Hakodate trong vai trò sĩ quan chỉ huy của một trong bốn trung đoàn quân đội cựu Mạc phủ.
Bouffier chọn ở lại Nhật Bản và được chôn cất tại Nghĩa trang Quốc tế Yokohama vào năm 1881. Hai người con trai của ông, Léon Célestin (1876–1877) và Auguste Louis (1873–1923) cũng được chôn cất tại nghĩa trang này.